# La Rinconada, Oaxaca
La Rinconada är en ort i Mexiko.   Den ligger i kommunen San Juan Bautista Valle Nacional och delstaten Oaxaca, i den sydöstra delen av landet, 400 km sydost om huvudstaden Mexico City. La Rinconada ligger 89 meter över havet och antalet invånare är 772.
Terrängen runt La Rinconada är kuperad åt sydost, men åt nordväst är den bergig. La Rinconada ligger nere i en dal. Runt La Rinconada är det ganska glesbefolkat, med 47 invånare per kvadratkilometer. Närmaste större samhälle är San Juan Bautista Valle Nacional, 11,1 km väster om La Rinconada. I omgivningarna runt La Rinconada växer i huvudsak städsegrön lövskog.